# Dmitri Gloukhovski
Dmitri Gloukhovski (en russe : Дмитрий Алексеевич Глуховский, Dmitri Alekseïevitch Gloukhovski ; transcription anglophone : Dmitry Alekseyevich Glukhovsky), né le 12 juin 1979 à Moscou, est un écrivain russe de science-fiction connu notamment pour son livre Métro 2033.

## Repères biographiques
Dmitri Gloukhovski naquit d'Alexei, juif « de nationalité », et de Larisa. Il écrit des romans de science-fiction et se spécialise notamment dans le roman dystopique. Il a étudié les relations internationales à Jérusalem et a travaillé comme journaliste pour les chaînes de télévision Russia Today, Euronews et la Deutsche Welle. Gloukhovski a vécu dans trois pays différents et parle six langues.
Il est professeur à l'École du nouveau cinéma de Moscou créée à la fin de l'année 2012.

## Analyse de l'œuvre
Avec son premier roman, Métro 2033, publié en 2005, mais écrit en 2002, Gloukhovski a connu un énorme succès. Le livre s'est vendu à près de 400 000 exemplaires en Russie et a été traduit dans plus de vingt langues. Il a inspiré la création d'un jeu vidéo qui est sorti en Europe le 19 mars 2010 et le 16 mars 2010 sur Steam (la plateforme de téléchargement de Valve), sous le titre Metro 2033. Gloukhovski a également écrit une suite à ce roman, Métro 2034, qui a paru en 2009 et dont les ventes ont été de près de 300 000 exemplaires. Gloukhovski se sert énormément d'Internet dans ses deux ouvrages, dont il offre librement lecture sur son site, invitant les visiteurs à commenter ses histoires.
Sumerki, deuxième roman de Dmitri Gloukhovski, est paru en langue originale en 2007 puis est sorti en français en 2014. Il s'agit d'un roman fantastico-mystique sur la prétendue fin du monde maya de 2012. Pour ce roman, Gloukhovski a organisé une bande son, ainsi qu'une galerie d'images soutenant l'histoire.
En 2014, il obtient le prix européen Utopiales des pays de la Loire pour son roman Sumerki.
En 2019, sort Texto réalisé par Klim Chipenko, adaptation du roman éponyme.
Le 6 juin 2022, il fait l'objet d'un mandat d'arrêt par la justice russe qui l'accuse d'« avoir discrédité les forces armées russes dans un message publié sur Instagram et d'avoir accusé Vladimir Poutine d'être responsable du conflit » en Ukraine, risquant jusqu'à dix ans de prison pour avoir tenu ces propos. Le 7 août 2023, Dmitri Gloukhovski est condamné par contumace à huit ans de prison pour « diffusion de fausses informations » sur les réseaux sociaux.

## Œuvres

### SérieMétro
1. Métro 2033, L'Atalante, coll. « La Dentelle du cygne », 2010 ((ru) Метро 2033, 2005)
2. Métro 2034, L'Atalante, coll. « La Dentelle du cygne », 2011 ((ru) Метро 2034, 2009)
3. Métro 2035, L'Atalante, coll. « La Dentelle du cygne », 2017 ((ru) Метро 2035, 2015)  (ISBN 978-2-253-82009-3)

### Romans indépendants
- Sumerki, L'Atalante, coll. « La Dentelle du cygne », 2014 ((ru) Сумерки, 2007)
- Futu.re, L'Atalante, coll. « La Dentelle du cygne », 2015 ((ru) Будущее, 2013)
- Texto, L'Atalante, coll. « La Dentelle du cygne », 2019 ((ru) Текст, 2017)

### Recueil de nouvelles
- Nouvelles de la mère patrie, L'Atalante, coll. « La Dentelle du cygne », 2018 ((ru) Рассказы о Родине, 2010)

## Filmographie
- Теxto (« Текст », 2019)
- Топи (2020[5])